# Хорнет (CV-8)
Хорнет (CV-8) (на английски: USS Hornet (CV-8)) е самолетоносач на ВМС на САЩ от клас "„Йорктаун“" използван по времето на Втората световна война в периода 1941 и 1942 г.

## История
Неговият маршрут е бил предимно в „Пасифика“ (Тихоокеанска война) като влиза в историята на войната благодарение на участието си в нападението над Токио, Япония на 18 април 1942 г. и Рейда на Дулитъл.
Въпреки че самата операция нямала кой знае какъв ефект, тя все пак е била от голямо морално значение за съюзниците, а за американците още повече след нападението над Пърл Харбър няколко месеца преди това на 7 декември 1941 г. от Япония.
Самата операция е именно и отмъщение на случилото се през месец декември и унищожаването на почти цялата флотилия на САЩ дала и не малко жертви, което от своя страна води до включването на САЩ във войната.
На 26 октомври 1942 г. в битката при остров Санта Крус, самолетоносачът бива потопен след въздушна атака.
- Потапянето на Хорнет
- Операция „Doolittle Raid“ и излитането на Бомбаридовач B-25